# Max von der Groeben
Maximilian von der Groeben, detto Max (Colonia, 15 gennaio 1992), è un attore tedesco.

## Biografia
Maximilian meglio conosciuto come Max, fa il suo debutto come attore in Bernds Hexe(2004-2005) ma otterrà notorietà con Fuck you, prof! (Fack ju Göhte) dove interpreta Daniel Danger.

## Filmografia parziale
- Fuck you, prof! (Fack ju Göhte), regia di Bora Dağtekin (2013)
- Nocedicocco - Il piccolo drago (Der kleine Drache Kokosnuss) regia di Hubert Weiland (2014)
- Fuck you, prof! 2 (Fack ju Göhte 2), regia di Bora Dağtekin (2015)
- Fuck you, prof! 3 (Fack ju Göhte 3), regia di Bora Dağtekin (2017)
- La scuola degli animali magici (Die Schule der magischen Tiere), regia di Gregor Schnitzler (2021)

## Doppiatori
- Davide Perino in Fuck you, prof!, Fuck you, prof! 2
- Giulio Bartolomei in Nocedicocco - Il piccolo drago
- Dario Borrelli in La scuola degli animali magici